# Ferran VI d'Espanya
Ferran VI d'Espanya, dit el Prudent o el Just (Madrid, 23 de setembre de 1713 - Villaviciosa de Odón, 10 d'agost de 1759), també conegut com Ferran VI de Castella, va ser rei d'Espanya des de 1746 fins a 1759. El seu regnat va significar un període de pau en les relacions internacionals a través d'un sistema de neutralitat instaurat durant el període de 1749 - 1759, a causa de la preocupació per la situació interna i la de les colònies americanes. Així doncs, mentre d'una banda s'exercia la pau, de l'altra, es duien a terme les reformes internes, principalment de caràcter econòmic i militar, de la mà del marquès de l'Ensenada, que posarien les bases de les reformes després dutes a terme durant el regnat de Carles III.

## Infància
Nasqué el 23 de setembre de 1712 a la cort reial de Madrid sent el quart fill del rei Felip V d'Espanya i la seva primera esposa Maria Lluïsa de Savoia. Era net per línia paterna de Lluís, el Gran Delfí, fill del rei Lluís XIV de França, i Maria Anna Cristina de Baviera, i per línia materna de Víctor Amadeu II de Savoia i la princesa Anna Maria d'Orleans. Fou germà dels també reis Lluís I d'Espanya i Carles III d'Espanya.

### Príncep d'Astúries
Felip V va abdicar el 10 de gener de 1724 en el germà de Ferran, Lluís, que es convertí en rei només per uns mesos, perquè el setembre va contraure la verola i moria. Tanmateix, la clàusula del decret d'abdicació de Felip V estipulava específicament que a la mort de Lluís, s'havia de seguir la línia successòria i, per tant, li pertocava a Ferran pujar al tron. No van faltar veus a favor de Ferran, encara que fos sota tutela. No obstant això, finalment, Felip va tornar a ocupar el tron, sota la connivència del Consell de Castella, anul·lant els efectes del decret d'abdicació. A causa d'això, Ferran esdevenia el 25 de novembre de 1724, amb dotze anys, príncep d'Astúries.

## Matrimoni
Ferran va contraure matrimoni amb Maria Bàrbara de Bragança, filla de Joan V de Portugal, el 20 de gener de 1729. Segons relaten els contemporanis, la princesa portuguesa no era gaire bonica, i la primera impressió que en va tenir Ferran, que llavors tenia quinze anys, va ser dolenta. No obstant això, Maria Bàrbara era una persona intel·ligent, senzilla i afectuosa, i va acabar congeniant amb el príncep d'Astúries, que era tímid i modest. Tanmateix, trobaria en ella una bona consort que, lluny de servir als propòsits de la madrastra Isabel Farnese, va mostrar-se ferma davant de la seva sogra i va ajudar a Ferran a ocupar el lloc que li corresponia a la cort. El matrimoni no va tenir descedència.

## Regnat
A la mort de Felip V i l'ascens de Ferran al tron, Espanya es troba aliada amb França participant en la Guerra de Successió Austríaca. A la cort, el nou monarca havia estat un príncep d'Astúries sense gairebé experiència en tasques de govern, per evitar-se problemes posteriors, va confirmar a Isabel Farnese els donatius i la cessió del Reial Lloc de San Ildefonso i permís per residir a Madrid, però la situació política exterior d'Espanya era crítica i Ferran no podia permetre's la presència de la seva madrastra intrigant a la cort pels interessos dels seus fills naturals i va obligar-la a retirar-se a San Ildefonso el 3 de juliol de 1747. Isabel obeí i es retirà amb l'infant Lluís al palau, deixant al Buen Retiro a la infanta Maria Teresa en qualitat d'espia, tasca desagradable per la infanta qui sempre va ser tractada amb afecte pels monarques.
Si bé el que busacava Ferran des de bon inici era cercar una pau duradora per a Espanya, al capdavant del govern va mantenir als homes que havien regit durant el final de regnat de Felip V: Sebastián de la Cuadra, marquès de Villarias, al capdavant de la secretaria d'Estat, si bé gran part de les qüestions de govern van ser entregades a Zenón de Somodevilla, marquès de l'Ensenada, que tenia grans coneixements en tots els àmbits de l'administració, especialment en comerç i marina. No obstant això, tant Ensenada com el seu col·laborador, el ministre José de Carvajal y Lancáster, nomenat per Ferran VI, eren extremadament competents i van servir al rei i al país en la recerca de la pau. A proposta d'Ensenada, Carvajal va substituir al marquès de Villarias en la secretaria d'Estat, pel seu caràcter treballador i la seva capacitat en la diplomacia.

### Fi de la Guerra de Successió Austríaca
Ferran iniciava el regnat en guerra amb clar desavantatge per als Borbons, que són obligats a retirar-se del ducat de Piacenza el 1746 de la mà del rei de Sardenya. Seguint els consells del marquès de l'Ensenada va continuar la guerra defensant els drets del seu germà Carles a l'herència materna sobre el ducat. No obstant això, finalment Ferran va canviar la direcció de la campanya italiana, gràcies a la pèrdua d'influència de la reina vídua a la cort, va mantenir les posicions de l'exèrcit, renunciant a empreses que comportessin massa riscos i seguint el consell d'Ensenada va intentar dur a terme operacions militars concretes per recolzar les demandes diplomàtiques i obtenir una pau honrosa, perquè s'oferia a Gran Bretanya abandonar a França a canvi de la devolució de Gibraltar, condicions que no foren acceptades i la guerra va continuar. El mateix any Gènova queia en mans de les tropes austríaques de Maria Teresa d'Àustria, però l'ocupació va durar poc, els genovesos es van sublevar i foren auxiliats per tropes franceses i espanyoles; la plaça va ser mantinguda però els exèrcits no van poder envair el Piemont, però als Països Baixos les victòries van ser per Lluís XV de França, quelcom que amenaçava a Gran Bretanya, que estava totalment arruïnada.
La guerra havia esgotat als estats combatents i el 30 d'abril de 1748 se signaven els acords preliminars de pau. La guerra s'acabà oficialment amb la signatura del tractat d'Aquisgrà el 18 d'octubre de 1748, seguint la línia de devolució mútua de tractats anteriors com Westfàlia, Nimega, etc. Espanya va aconseguir que l'infant Felip pogués esdevenir duc de Parma i Piacenza, amb la condició que si moria sense descendència o heretava Espanya o Nàpols, els ducats revertirien de nou a l'Imperi. Les altres potències van reconèixer a Francesc III de Lorena com a emperador del Sacre Imperi i garantien la pragmàtica sanció de Carles VI, que assegurava el patrimoni dels Habsburg a Maria Teresa.

### Neutralitat
Establerta la pau a Europa el rei va impulsar una política de neutralitat i de pau cap a l'exterior. A diferència dels seus pares i germans a Nàpols i Parma, tant Ferran com la seva esposa Maria Bàrbara, el que desitjaven no era la glòria militar sinó la prosperitat de l'imperi, millorant la seva administració i defensa, tant per terra com per mar, i així, a més, millorar les connexions i defenses de les províncies d'ultramar.
Aquesta política va ser secundada per Ensenada i Carvajal, que van anar esquivant les dificultats en matèria política exterior. Tanmateix, la posició d'ambdós en l'àmbit internacional diferia: Ensenada s'inclinava per mantenir una relació estreta amb l'altre tronc de la dinastia Borbó, mentre que Carvajal apostava per mantenir una aliança amb Gran Bretanya. No obstant això, Ferran VI va mantenir-se impassible a les influències externes i va primar els interessos del país per sobre de tot, atorgant a les decisions nacionals les conveniències que afavorien a Espanya i concretant una sèrie d'acords amb l'Imperi i Sardenya, allunyant-se progressivament de les directrius de França, tradicional aliada de la monarquia borbònica espanyola.
D'altra banda, la pugna entre els dos principals ministres del monarca finí el 1754 a la mort de Carvajal i caure en desgràcia Ensenada, passant a ser Ricardo Wall el nou home fort de la monarquia hispana.

### Projectes de l'Ensenada

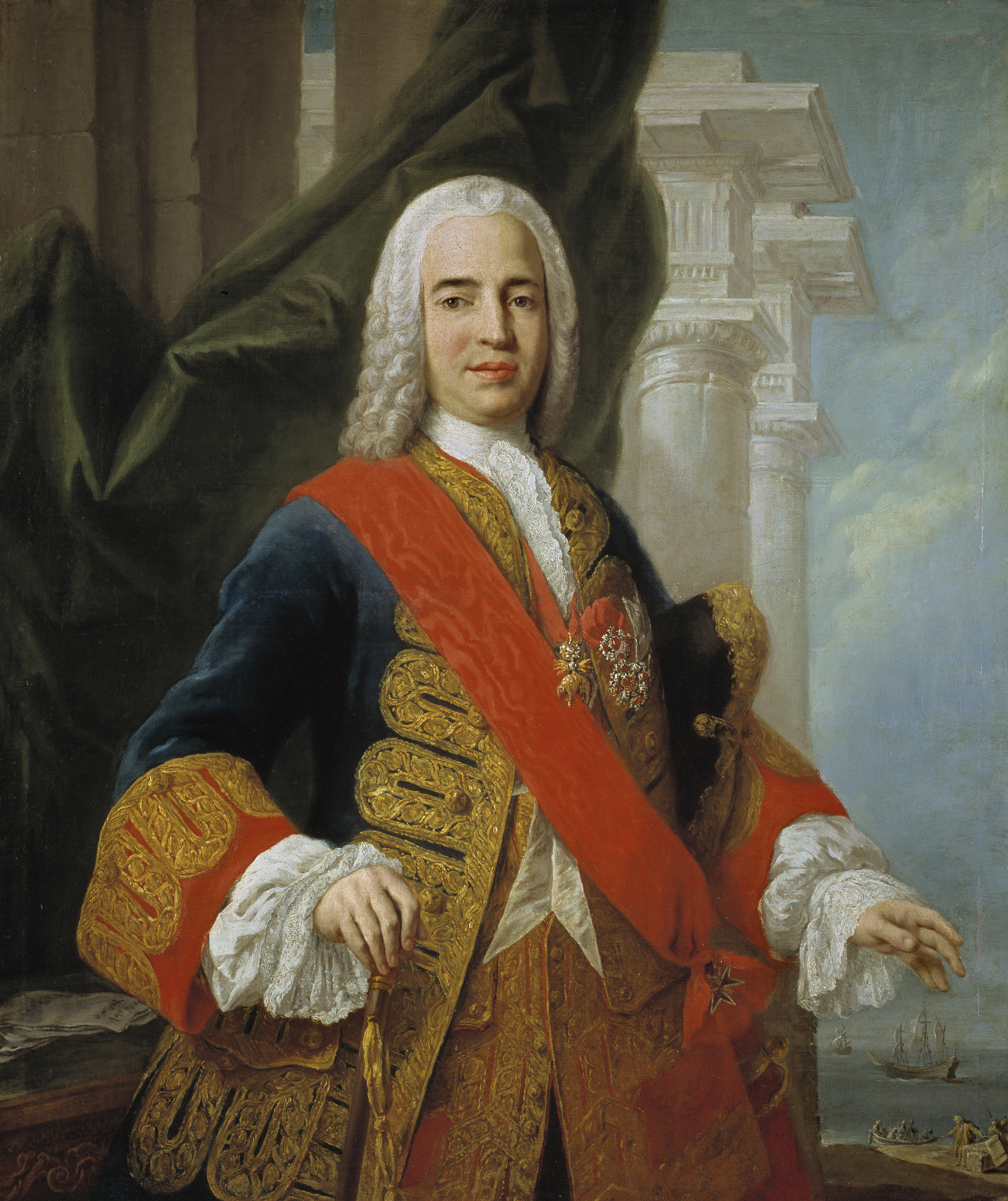
El marquès de l'Ensenada

En l'àmbit intern, durant el regnat es van dur a terme tot una sèrie de reformes de la mà de Zenón de Somodevilla, marquès de la Ensenada, secretari d'Hisenda, Marina i Índies. Va plantejar la participació de l'Estat per la modernització del país. Per a poder-ho aconseguir era necessari tenir una posició de força vers l'exterior perquè les potències del moment, França i Gran Bretanya, consideressin Espanya la seva aliada.
Les principals reformes estigueren encaminades vers la millora econòmica del país. El 1749 es creava un nou model d'Hisenda, intentant substituir els impostos tradicionals per un impost únic, el cadastre, que gravava en proporció a la capacitat econòmica de cada contribuent. També va proposar la reducció de la subvenció de l'Estat vers les Corts i l'exèrcit, però l'oposició de la noblesa va fer que abandonés el projecte. D'altra banda, el 1752 creava el denominat Giro Real, una entitat bancària per afavorir les transferències dels fons públics i privats fora del país. Així, totes les operacions d'intercanvi a l'estranger van quedar en mans de la Hisenda Reial, beneficiant l'Estat. Aquest és un clar antecedent del futur Banco de San Carlos, que es va instaurar durant el regant de Carles III. Finalment, va donar impuls al comerç americà, pretenent acabar amb el monopoli de les Índies i eliminar les injustícies del comerç colonial. Així va començar a substituir-se les flotes i galions per tal que un vaixell, prèvia autorització, pogués comerciar lliurement amb Amèrica. Això va fer incrementar els ingressos i va disminuir el frau.
En l'àmbit militar és d'especial esment la modernització de la marina, fonamental per una potència amb imperi a ultramar i amb aspiracions per ser respectades per les altres potències. Va incrementar-ne el pressupost i va ampliar la capacitat de les drassanes de Cadis, Ferrol, Cartagena i l'Havana, que va permetre el poder naval hispà durant el segle xviii.
Sobre les relacions Església-Estat, aquestes havien estat molt tenses des del regnat de Felip V, principalment per la posició del Papa Climent XI durant la Guerra de Successió Espanyola, en la qual va donar suport al candidat austríac perquè considerava el model francès dels Borbó massa regalista i preveia possibles ingerències en matèria eclesiàstica i, tanmateix, el rei d'Espanya era per al Papa una força real a Itàlia, car era el duc de Milà i el rei de Nàpols. Si bé, després d'algunes tensions, es va arribar a un concordat precari l'any 1737, el qual ni tan sols es va complir, no serà fins al regnat de Ferran, sota la direcció d'Ensenada, quan s'aconsegueix la signatura del Concordat amb la Santa Seu de 1753, amb Benet XIV, un dels més favorables que havia tingut Espanya en la seva història. El nou concordat resolia vells problemes i concedia al rei d'Espanya el dret de presentació a tots els bisbats, així com el dret de provisió de tots els beneficis eclesiàstics, tret dels procedents de 52 dignitats que la Santa Seu es va reservar per a si mateixa.
En l'àmbit cultura, el 1752 de la Reial Acadèmia de Belles Arts de San Fernando, entitat que fomentà les belles arts i que s'emmarcà en una època tan important com la de la il·lustració.

## Mort
La gran estima que professava Ferran per la seva esposa va ser la causa de la seva mort. El 27 d'agost de 1758 Maria Bàrbara va morir a Aranjuez i Ferran, tot seguit, va decidir recloure's al Palau de Villaviciosa de Odón. Allà, la seva salut va empitjorar i, en cert grau, va tenir problemes mentals. Es va acusar la reina morta d'haver contagiat a Ferran VI alguna malaltia, però el cert és que el rei patia, per herència, dels mateixos mals que el seu pare. Durant tot un any, el regne va viure sense la presència del rei, el qual no volia veure a ningú, ni tan sols a les persones més properes a ell. Així ho relatava Frederick Hervery, lord Bristol, ambaixador d'Anglaterra a Espanya:
| « | No quiere que le afeiten y se pasea en bata o en camisa. Ésta no se la ha cambiado desde hace un tiempo increíble. No quiere acostarse porque se imagina que cuando esté en esta posición se morirá, por lo que duerme en un sillón. | » |
| — Extret de: González Cremona, Juan Manuel; Anecdotario real: de Felipe V a Alfonso XIII, Plaza & Janés, 1998, pàg. 64 | |   |

El 10 d'agost de 1759, finalment va morir. Dos dies després, el seu cos va ser traslladat al convent de las Salesas Reales de Madrid, al costat d'on descansava la seva esposa.
Durant l'absència del monarca, Isabel Farnese i el seu fill el cardenal-infant Lluís Antoni, van dur, de fet, la direcció d'alguns assumptes públics. A la mort de Ferran, la corona va recaure en el seu germanastre Carles. En aquell moment es va trobar un suposat testament on s'especificava això, però del qual se'n dubta la seva autenticitat. En qualsevol cas, Carles esdevenia rei d'Espanya, i es va traslladar des de Nàpols, on portava vint-i-cinc anys regnant, a Espanya.

## Ancestres
|  |                                     |  |  |  |  |  |  |  |  |  |  |  |  |  |  |  |
|  | 16. Lluís XIII de França            |  |  |  |  |  |  |  |  |  |  |  |  |  |  |  |
|  |                                     |  |  |  |  |  |  |  |  |  |  |  |  |  |  |  |
|  |                                     |  |  |  |  |  |  |  |  |  |  |  |  |  |  |  |
|  | 8. Lluís XIV de França              |  |  |  |  |  |  |  |  |  |  |  |  |  |  |  |
|  |                                     |  |  |  |  |  |  |  |  |  |  |  |  |  |  |  |
|  |                                     |  |  |  |  |  |  |  |  |  |  |  |  |  |  |  |
|  | 17. Anna d'Àustria                  |  |  |  |  |  |  |  |  |  |  |  |  |  |  |  |
|  |                                     |  |  |  |  |  |  |  |  |  |  |  |  |  |  |  |
|  |                                     |  |  |  |  |  |  |  |  |  |  |  |  |  |  |  |
|  | 4. Lluís de França, el Gran Delfí   |  |  |  |  |  |  |  |  |  |  |  |  |  |  |  |
|  |                                     |  |  |  |  |  |  |  |  |  |  |  |  |  |  |  |
|  |                                     |  |  |  |  |  |  |  |  |  |  |  |  |  |  |  |
|  | 18. Felip IV d'Espanya              |  |  |  |  |  |  |  |  |  |  |  |  |  |  |  |
|  |                                     |  |  |  |  |  |  |  |  |  |  |  |  |  |  |  |
|  |                                     |  |  |  |  |  |  |  |  |  |  |  |  |  |  |  |
|  | 9. Maria Teresa d'Àustria           |  |  |  |  |  |  |  |  |  |  |  |  |  |  |  |
|  |                                     |  |  |  |  |  |  |  |  |  |  |  |  |  |  |  |
|  |                                     |  |  |  |  |  |  |  |  |  |  |  |  |  |  |  |
|  | 19. Isabel de França                |  |  |  |  |  |  |  |  |  |  |  |  |  |  |  |
|  |                                     |  |  |  |  |  |  |  |  |  |  |  |  |  |  |  |
|  |                                     |  |  |  |  |  |  |  |  |  |  |  |  |  |  |  |
|  | 2. Felip V d'Espanya                |  |  |  |  |  |  |  |  |  |  |  |  |  |  |  |
|  |                                     |  |  |  |  |  |  |  |  |  |  |  |  |  |  |  |
|  |                                     |  |  |  |  |  |  |  |  |  |  |  |  |  |  |  |
|  | 20. Maximilià I de Baviera          |  |  |  |  |  |  |  |  |  |  |  |  |  |  |  |
|  |                                     |  |  |  |  |  |  |  |  |  |  |  |  |  |  |  |
|  |                                     |  |  |  |  |  |  |  |  |  |  |  |  |  |  |  |
|  | 10. Ferran Maria de Baviera         |  |  |  |  |  |  |  |  |  |  |  |  |  |  |  |
|  |                                     |  |  |  |  |  |  |  |  |  |  |  |  |  |  |  |
|  |                                     |  |  |  |  |  |  |  |  |  |  |  |  |  |  |  |
|  | 21. Maria Anna de Baviera           |  |  |  |  |  |  |  |  |  |  |  |  |  |  |  |
|  |                                     |  |  |  |  |  |  |  |  |  |  |  |  |  |  |  |
|  |                                     |  |  |  |  |  |  |  |  |  |  |  |  |  |  |  |
|  | 5. Maria Anna Victòria de Baviera   |  |  |  |  |  |  |  |  |  |  |  |  |  |  |  |
|  |                                     |  |  |  |  |  |  |  |  |  |  |  |  |  |  |  |
|  |                                     |  |  |  |  |  |  |  |  |  |  |  |  |  |  |  |
|  | 22. Víctor Amadeu I de Savoia       |  |  |  |  |  |  |  |  |  |  |  |  |  |  |  |
|  |                                     |  |  |  |  |  |  |  |  |  |  |  |  |  |  |  |
|  |                                     |  |  |  |  |  |  |  |  |  |  |  |  |  |  |  |
|  | 11. Enriqueta Adelaida de Savoia    |  |  |  |  |  |  |  |  |  |  |  |  |  |  |  |
|  |                                     |  |  |  |  |  |  |  |  |  |  |  |  |  |  |  |
|  |                                     |  |  |  |  |  |  |  |  |  |  |  |  |  |  |  |
|  | 23. Cristina de França              |  |  |  |  |  |  |  |  |  |  |  |  |  |  |  |
|  |                                     |  |  |  |  |  |  |  |  |  |  |  |  |  |  |  |
|  |                                     |  |  |  |  |  |  |  |  |  |  |  |  |  |  |  |
|  | 1. Ferran VI d'Espanya              |  |  |  |  |  |  |  |  |  |  |  |  |  |  |  |
|  |                                     |  |  |  |  |  |  |  |  |  |  |  |  |  |  |  |
|  |                                     |  |  |  |  |  |  |  |  |  |  |  |  |  |  |  |
|  | 24. Víctor Amadeu I de Savoia       |  |  |  |  |  |  |  |  |  |  |  |  |  |  |  |
|  |                                     |  |  |  |  |  |  |  |  |  |  |  |  |  |  |  |
|  |                                     |  |  |  |  |  |  |  |  |  |  |  |  |  |  |  |
|  | 12. Carles Manuel II de Savoia      |  |  |  |  |  |  |  |  |  |  |  |  |  |  |  |
|  |                                     |  |  |  |  |  |  |  |  |  |  |  |  |  |  |  |
|  |                                     |  |  |  |  |  |  |  |  |  |  |  |  |  |  |  |
|  | 25. Cristina de França              |  |  |  |  |  |  |  |  |  |  |  |  |  |  |  |
|  |                                     |  |  |  |  |  |  |  |  |  |  |  |  |  |  |  |
|  |                                     |  |  |  |  |  |  |  |  |  |  |  |  |  |  |  |
|  | 6. Víctor Amadeu II de Savoia       |  |  |  |  |  |  |  |  |  |  |  |  |  |  |  |
|  |                                     |  |  |  |  |  |  |  |  |  |  |  |  |  |  |  |
|  |                                     |  |  |  |  |  |  |  |  |  |  |  |  |  |  |  |
|  | 26. Carles Amadeu de Savoia-Nemours |  |  |  |  |  |  |  |  |  |  |  |  |  |  |  |
|  |                                     |  |  |  |  |  |  |  |  |  |  |  |  |  |  |  |
|  |                                     |  |  |  |  |  |  |  |  |  |  |  |  |  |  |  |
|  | 13. Maria Joana Baptista de Savoia  |  |  |  |  |  |  |  |  |  |  |  |  |  |  |  |
|  |                                     |  |  |  |  |  |  |  |  |  |  |  |  |  |  |  |
|  |                                     |  |  |  |  |  |  |  |  |  |  |  |  |  |  |  |
|  | 27. Elisabet de Borbó-Vendôme       |  |  |  |  |  |  |  |  |  |  |  |  |  |  |  |
|  |                                     |  |  |  |  |  |  |  |  |  |  |  |  |  |  |  |
|  |                                     |  |  |  |  |  |  |  |  |  |  |  |  |  |  |  |
|  | 3. Maria Lluïsa de Savoia           |  |  |  |  |  |  |  |  |  |  |  |  |  |  |  |
|  |                                     |  |  |  |  |  |  |  |  |  |  |  |  |  |  |  |
|  |                                     |  |  |  |  |  |  |  |  |  |  |  |  |  |  |  |
|  | 28. Lluís XIII de França            |  |  |  |  |  |  |  |  |  |  |  |  |  |  |  |
|  |                                     |  |  |  |  |  |  |  |  |  |  |  |  |  |  |  |
|  |                                     |  |  |  |  |  |  |  |  |  |  |  |  |  |  |  |
|  | 14. Felip IV de Valois              |  |  |  |  |  |  |  |  |  |  |  |  |  |  |  |
|  |                                     |  |  |  |  |  |  |  |  |  |  |  |  |  |  |  |
|  |                                     |  |  |  |  |  |  |  |  |  |  |  |  |  |  |  |
|  | 29. Anna d'Àustria                  |  |  |  |  |  |  |  |  |  |  |  |  |  |  |  |
|  |                                     |  |  |  |  |  |  |  |  |  |  |  |  |  |  |  |
|  |                                     |  |  |  |  |  |  |  |  |  |  |  |  |  |  |  |
|  | 7. Anna Maria d'Orleans             |  |  |  |  |  |  |  |  |  |  |  |  |  |  |  |
|  |                                     |  |  |  |  |  |  |  |  |  |  |  |  |  |  |  |
|  |                                     |  |  |  |  |  |  |  |  |  |  |  |  |  |  |  |
|  | 30. Carles I d'Anglaterra           |  |  |  |  |  |  |  |  |  |  |  |  |  |  |  |
|  |                                     |  |  |  |  |  |  |  |  |  |  |  |  |  |  |  |
|  |                                     |  |  |  |  |  |  |  |  |  |  |  |  |  |  |  |
|  | 15. Enriqueta d'Anglaterra          |  |  |  |  |  |  |  |  |  |  |  |  |  |  |  |
|  |                                     |  |  |  |  |  |  |  |  |  |  |  |  |  |  |  |
|  |                                     |  |  |  |  |  |  |  |  |  |  |  |  |  |  |  |
|  | 31. Enriqueta Maria de França       |  |  |  |  |  |  |  |  |  |  |  |  |  |  |  |
|  |                                     |  |  |  |  |  |  |  |  |  |  |  |  |  |  |  |
|  |                                     |  |  |  |  |  |  |  |  |  |  |  |  |  |  |  |

## Títols i successors
- A novembre del 1748: Don Fernando por la gracia de Dios Rey de Castilla, de León, de Aragón, de las dos Sicilias, de Jerusalem, de Navarra, de Granada, de Toledo, de Valencia, de Galicia, de Mallorca, de Sevilla, de Cerdeña, de Córdova, de Córcega, de Murcia, de Jaén, de los Algarves, de Algecira, de Jibraltar, de las islas Orientales y Occidentales, Islas y tierra firme del Mar Océano, Archiduque de Austria, Duque de Borgoña, Brabante y Milán,Conde de Abspurg, de Flandes, Tirol y Barcelona, Señor de Vizcaya y de Molina.[22]

| Ferran VI d'Espanya Casa de BorbóNaixement: Madrid 23 de setembre de 1713 Mort: Villaviciosa de Odón 10 d'agost de 1759 | |                                           |
| Títols | |                                           |
| Precedit per: Felip V d'Espanya (pare)                                                                                  | Rei d'Espanya (Llista de reis d'Espanya) (1746-1759) | Succeït per: Carles III d'Espanya (germà) |
| Títols com a pretendent                                                                                                 | |                                           |
| Precedit per: Felip V d'Espanya (pare)                                                                                  | Rei de les Dues Sicílies Regne de Jerusalem, Regne de Nàpols, Regne de Sicília Regne de Sardenya i Còrsega (1746-1759)                                        | Succeït per: Carles III d'Espanya (germà) |
| Precedit per: Felip V d'Espanya (pare)                                                                                  | Arxiduc d'Àustria Arxiducat d'Àustria, Ducat de Borgonya, Ducat de Brabant, Ducat de Milà, Comtat d'Habsburg, Comtat de Flandes, Comtat del Tirol (1746-1759) | Succeït per: Carles III d'Espanya (germà) |
| Títols d'hereu | |                                           |
| Precedit per: Lluís I d'Espanya (germà)                                                                                 | Príncep d'Astúries (1724-1746) | Succeït per: Carles IV d'Espanya (nebot)  |